# Flüchtlingsfeindliche Angriffe in der Bundesrepublik Deutschland

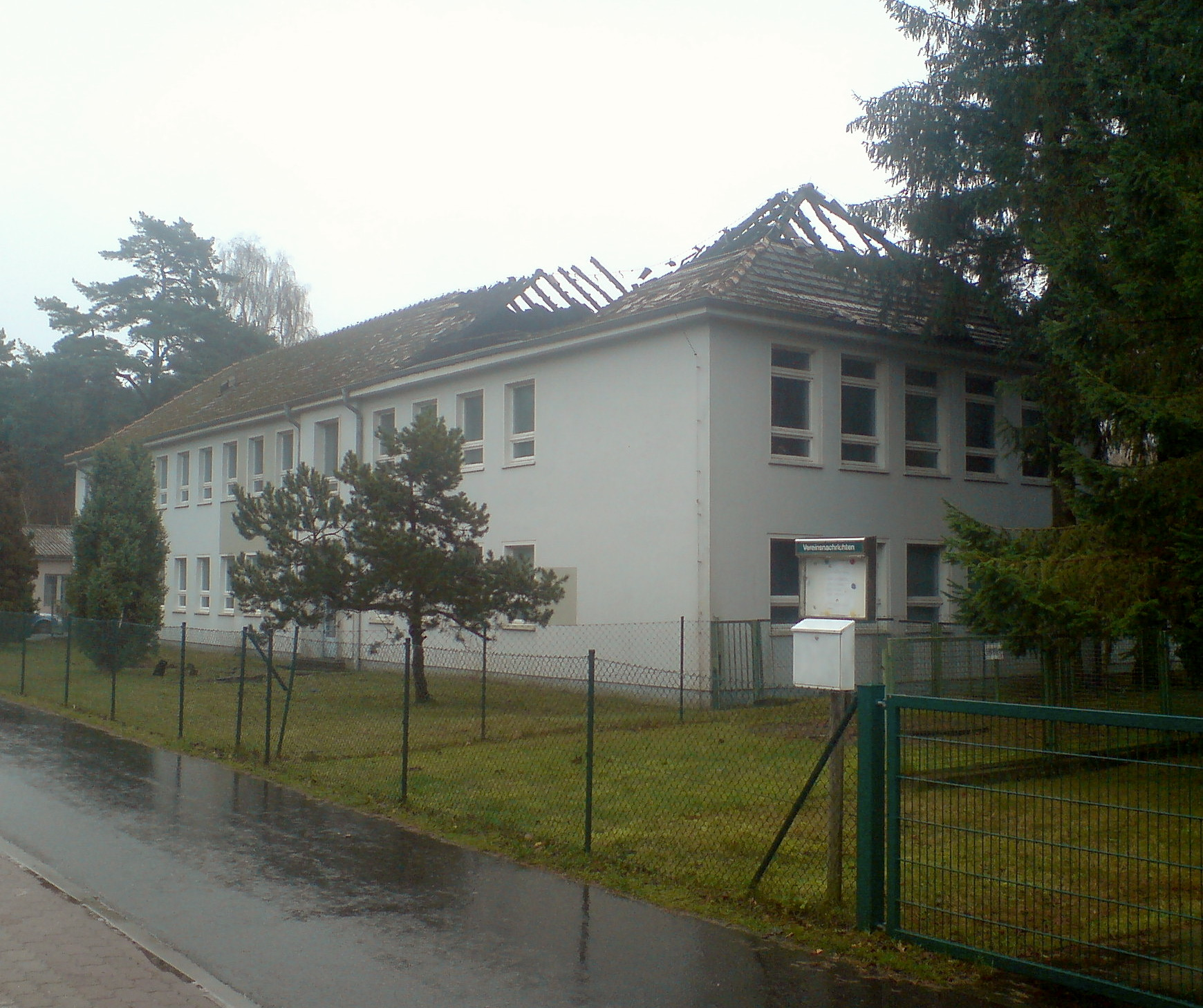
Flüchtlingsunterkunft Trassenheide nach Brandanschlag, 15. November 2015

Flüchtlingsfeindliche Angriffe in der Bundesrepublik Deutschland gibt es seit Gründung dieses Staates 1949, stark vermehrt seit der Wiedervereinigung Deutschlands 1990 und nochmals seit der Flüchtlingskrise in Europa 2015. Dazu gehören direkte verbale und physische Straftaten gegen Geflüchtete, Flüchtlingsunterkünfte, Einrichtungen für Asylbewerber und Aussiedler, bei denen fremdenfeindliche, ausländerfeindliche, rechtsextreme und rassistische Motive der Täter offensichtlich, nachgewiesen oder wahrscheinlich sind.
Das Bundeskriminalamt (BKA) erfasst seit 2001 politisch motivierte Kriminalität nach Tätermotivation aufgeschlüsselt in den Phänomenbereichen „Links“, „Rechts“ und „Ausländer“ (mutmaßlich durch nichtdeutsche Herkunft geprägte Einstellung des Täters entscheidend für Tatbegehung), auch zur „Ausländer/Asylthematik“. Darin sind auf die „Unterbringung von Asylbewerbern“ bezogene Delikte bei Demonstrationen, außerhalb von Unterkünften oder mittels Internet enthalten. Seit Januar 2014 werden direkte Delikte „gegen Asylunterkünfte“ gesondert erfasst, das heißt gegen „bestehende, im Bau befindliche sowie geplante Aufnahmeeinrichtungen, Gemeinschaftsunterkünfte und Wohnungen Asylbegehrender, Asylberechtigter und Personen mit Flüchtlingsschutz bzw. Angriffe auf genannte Personen innerhalb der Unterkunft“. Seit 2016 erfasst das BKA auch Straftaten gegen Flüchtlinge außerhalb der Flüchtlingsunterkünfte insgesamt.
Seit 1990 erfassen einige Initiativen gegen Rechtsextremismus in Deutschland die Todesopfer rechtsextremer Gewalt in der Bundesrepublik Deutschland, aber noch nicht gesondert die Angriffe auf Asylbewerber, Aussiedler, Geflüchtete und für diese bestimmte Einrichtungen. Seit 2005 führen manche Initiativen Chroniken zu rechten Gewalttaten auf Flüchtlinge und Asylsuchende für einzelne Bundesländer, die sich auf Regierungsangaben und verlässliche Medienberichte stützen. Seit 2014 führen der Verein Pro Asyl und die Amadeu Antonio Stiftung (AAS) eine Chronik flüchtlingsfeindlicher Vorfälle. Sie ist die einzige bundesweite Chronik, die spezifisch rassistisch motivierte Übergriffe auf Flüchtlinge dokumentieren und einen Abgleich mit den Angaben des BKA dazu ermöglichen soll.
| Jahr | Rechte Delikte gegen Asylbewerber (BKA) | Angriffe auf Flüchtlingsunterkünfte (BKA / AAS) | Tätliche Angriffe auf Einzelpersonen (AAS) | Straftaten gegen Flüchtlinge außerhalb der Flüchtlingsunterkünfte (BKA) | Verletzte Flüchtlinge (BKA / AAS) |
| ---- | --------------------------------------- | ----------------------------------------------- | ------------------------------------------ | ----------------------------------------------------------------------- | --------------------------------- |
| 2011 |                                         | 18                                              |                                            |                                                                         |                                   |
| 2012 | 12                                      | 24                                              |                                            |                                                                         |                                   |
| 2013 | 133                                     | 58                                              |                                            |                                                                         |                                   |
| 2014 | 482                                     | 177 / 247                                       | 81                                         |                                                                         |                                   |
| 2015 | 1305                                    | 1031 / 1077                                     | 190                                        |                                                                         |                                   |
| 2016 |                                         | 988 / 1578                                      | 385                                        | 2545                                                                    | 560 / 472                         |
| 2017 |                                         | 264 / 1387                                      | 326                                        |                                                                         |                                   |

| Die zur Anzeige dieser Grafik verwendete Erweiterung wurde dauerhaft deaktiviert. Wir arbeiten aktuell daran, diese und weitere betroffene Grafiken auf ein neues Format umzustellen. (Mehr dazu) |

## Historische Entwicklung

### Vor 1990
Rechte Gewalt in Deutschland richtet sich von jeher gegen bestimmte Minderheiten wie Juden, Ausländer, Asylbewerber, Homosexuelle, Behinderte und politische Gegner. Die von Manfred Roeder geführten neonazistischen „Deutschen Aktionsgruppen“ verübten 1980 mehrere Brand- und Sprengstoffanschläge auf Einrichtungen, in denen Asylbewerber und Flüchtlinge wohnten. Seit erheblich mehr Aussiedler und Spätaussiedler sowie Übersiedler aus den Staaten des Warschauer Pakts nach Deutschland kamen, stieg die Zahl der Angriffe auf sie: 1988 gab es vier Brandanschläge gegen Aussiedlerheime, neun gegen Unterkünfte für Asylbewerber. Zwei davon konnten aufgeklärt werden. Beim Brandanschlag eines Mitglieds der rechtsextremen Nationalistischen Front auf ein Wohnhaus im oberpfälzischen Schwandorf, in dem überwiegend Türken wohnten, starben vier Menschen: drei Mitglieder einer türkischen Familie und ein Deutscher. 1989 gab es 19 vermutlich politisch motivierte Brandanschläge auf Flüchtlingsunterkünfte. Elf davon trafen Asylbewerberheime, drei Ausländerheime, drei Aussiedlerheime, je einer ein Umsiedlerheim und ein Übersiedlerheim. Zwei der Brandanschläge konnten aufgeklärt werden.

### 1990 bis 2013
Ab 1990 nahmen die Übergriffe auf nach Deutschland geflohene Menschen deutlich zu. Bei mehreren Anschlägen auf Flüchtlingsunterkünfte wurden Menschen getötet. Besonders beachtet wurden die Ausschreitungen in Hoyerswerda (September 1991) und Rostock-Lichtenhagen (August 1992). Hinzu kamen Mordanschläge gegen Türkeistämmige in Deutschland wie der Mordanschlag von Mölln (November 1992) und der Mordanschlag von Solingen (Mai 1993). Beim nicht aufgeklärten Lübecker Brandanschlag (Januar 1996) starben zehn Menschen.
Seitdem thematisieren zivilgesellschaftliche Initiativen verstärkt diese rechte Gewalt. Ab 1990 recherchierte die Stiftung „Rückwirkend“ Todesfälle und sonstige mutmaßlich rechte Anschläge. Ab 1998 übernahm die damals gegründete Amadeu Antonio Stiftung diese Aufgabe. 2001 gründete die Zeitschrift Stern die Initiative Mut gegen rechte Gewalt, die allgemein über rechte Aktivitäten und rassistische Übergriffe informiert, zum Beispiel mit Jahreszusammenfassungen. Seit 2003 arbeiten diese Initiative und die Amadeu Antonio Stiftung eng zusammen und veröffentlichen die Statistiken rechter Angriffe gemeinsam. Seit 2005 veröffentlicht die Mobile Beratung gegen Rechtsextremismus in Thüringen (MOBIT) eine spezifische Chronik rechtsextremer Angriffe, auch auf Geflüchtete, seit 2006 die Regionale Arbeitsstellen für Bildung, Integration und Demokratie Sachsen und die Landesweite Opferberatung, Beistand und Informationen für Betroffene rechter Gewalt (LOBBI) in Mecklenburg-Vorpommern. In den meisten Bundesländern fehlen solche Chroniken bis heute. Weitere unspezifische Chroniken rechter Gewalttaten findet man bei anderen Opferberatungsstellen. Seit dem Bekanntwerden der rechtsterroristischen Mordserie des NSU 2011 ließ das Bundesland Brandenburg rechtsmotivierte Anschläge von externen Experten untersuchen. Beauftragt wurde dazu das Moses Mendelssohn Zentrum der Universität Potsdam, das Vertreter der Amadeu Antonio Stiftung hinzuzog.

### Seit 2014
Seit 2014 verschärfte sich die Situation in den Krisenregionen, und ein größerer Anteil der Flüchtlinge weltweit erreichte Europa.
Das Bundeskriminalamt führt die folgenden Zahlen zur politisch motivierten Kriminalität:
Seit der Flüchtlingskrise in Europa 2015 vervielfachten sich Gewalttaten gegen Flüchtlinge, für sie bestimmte Unterkünfte, Drohungen, Steinwürfe, Brandanschläge und Körperverletzungen gegenüber den Vorjahren. Darunter waren Angriffe auf Unterstützer, Hilfsorganisationen, Politiker etablierter Parteien, Kirchenvertreter, Behördenmitarbeiter und Journalisten. Diese Taten wurden durch „Nein zum Heim“-Kampagnen der NPD, islamfeindliche Kundgebungen von PEGIDA und ähnliche Aktionen rechtsextremer und rechtspopulistischer Gruppen gefördert. Die rechtsextremen Kleinstparteien Der III. Weg und Die Rechte beteiligten sich zum Teil offen daran.
Bis Ende August registrierte das BKA 335 (doppelt so viele wie 2014), bis 21. September 437 rechtsmotivierte Straftaten gegen Asylbewerberunterkünfte. Meist waren es Sachbeschädigungen, Propagandadelikte und Volksverhetzung, aber auch 59 Gewalttaten, darunter 26 Brandstiftungen. Bis Ende September erfasste das BKA 461 Fälle von „politisch motivierter Kriminalität rechts“, davon 147 Sachbeschädigungen, 97 Propagandadelikte, 61 Volksverhetzungen, 29 Körperverletzungen und 28 Brandstiftungen. Das BKA warnte vor weiteren schweren rechtsmotivierten Gewalttaten, auch gegen Betreiber von Unterkünften und Politiker. Angesichts der anhaltend hohen Zahlen von nach Deutschland Geflüchteten werde die rechte Szene ihre „Agitation“ gegen die Asylpolitik weiter verschärfen. Bei diesem Thema finde das sonst „sehr heterogene rechtsextremistische Spektrum“ einen „ideologischen Konsens“. Laut der Zeit wurden von Januar bis November 2015 in Deutschland „222 [schwere] gewalttätige Angriffe auf Flüchtlingsunterkünfte“ begangen, 104 Menschen wurden bei Übergriffen verletzt. Nur fünf Prozent der Taten wurden aufgeklärt.
Das Bundesamt für Verfassungsschutz befürchtete, „dass ein neuer organisierter Rechtsterrorismus entstehen könnte“. Auch BKA-Chef Holger Münch sah die Gefahr einer Radikalisierung bei deutschen Flüchtlingsgegnern, aber keine gewachsene Gefahr für die innere Sicherheit durch die Flüchtlinge. Als Täter der Anschläge sehe das BKA nicht nur „alteingesessene Rechte“, sondern auch viele, die bisher nicht als politisch motivierte Straftäter aufgefallen waren. Anfang Oktober äußerte sich Bundesinnenminister Thomas de Maizière zur massiven Zunahme von flüchtlingsfeindlichen Gewalttaten auf über 490: Zwei Drittel der ermittelten Tatverdächtigen seien in den jeweiligen Regionen wohnhafte „Bürger […], die sich bisher nichts zu Schulden kommen ließen“. Der Zuwachs sei „besorgniserregend“ und „eine Schande für Deutschland“. Zudem werde die offene Gewalt von Beleidigungen und hasserfüllter Sprache begleitet. Eine Zivilisationsschranke sei gefallen, eine „klammheimliche Zustimmung“ dürfe es nicht geben. Nach dem Attentat auf Henriette Reker erneuerte er diese Einschätzungen.
Bei 106 Delikten konnten insgesamt 228 Verdächtige ermittelt werden, davon 14 Wiederholungstäter. Dem BKA zufolge handelt es sich bei den Tatverdächtigen vorwiegend um Männer im Alter zwischen 18 und 35 Jahren, die meist (zwei von drei) in ihrem Wohnort straffällig wurden. Zwei Drittel waren polizeilich bekannt, ebenfalls zwei Drittel hatten nach Behördenerkenntnissen bislang keinen Kontakt zum rechtsextremistischen Spektrum. Das übrige Drittel hingegen entstammt eindeutig der rechten Szene, insgesamt 72 Personen, davon 38 Mitglieder einer rechtsextremistischen Organisation. Zur Zeit gebe es laut BKA keine Hinweise auf eine Steuerung der Übergriffe. Im Oktober 2015 kritisierten die Kritischen Polizisten die geringe Aufklärungsquote und den fehlenden Willen zur Aufklärung der Straftaten.
Mitte Dezember teilte das BKA mit, dass sich die Zahl der Straftaten gegenüber 2014 im Jahr 2015 mehr als vervierfacht habe. Bis zum 7. Dezember seien 817 Fälle (darunter 133 Gewaltdelikte) registriert worden, davon mindestens 733 Attacken von rechtsmotivierten Tätern. Vorläufig gibt das BKA die Gesamtzahl der Übergriffe für 2015 mit 887 an.
Trotz eines deutlichen Rückgangs der Flüchtlingszahlen stieg die Zahl der Angriffe auf sie bis Mitte Juni 2016 gegenüber dem Vorjahr erheblich. Bis dahin registrierte das BKA 563 Straftaten, darunter 97 Gewaltdelikte, 51 Brandstiftungen gegen Asylunterkünfte. Zudem wurden Flüchtlinge in 824 Fällen außerhalb von Heimen und Wohnungen angegriffen, etwa an Bushaltestellen und anderen öffentlichen Plätzen, darunter waren 147 Gewaltdelikte und vier Tötungsversuche. Das BKA registriert diese Angriffe seit Jahresbeginn gesondert von jenen auf die Unterkünfte. Ferner wurden 202 Angriffe „gegen Amts- und Mandatsträger in Verbindung mit der Asylthematik“ gezählt, darunter vor allem Abgeordnete, Polizisten und Sozialarbeiter. Meist handelte es sich um Beleidigungen oder Drohungen. Gegen Hilfsorganisationen und ehrenamtliche Helfer gab es 76 Angriffe, darunter drei Gewalttaten. Das BKA befürchte zudem bessere „Tatgelegenheiten“ für die rechten Täter. Inzwischen seien mehr als eine Million Flüchtlinge bundesweit in Heimen und Wohnungen untergebracht, die Zahl der potenziellen Angriffsziele sei demnach gewachsen.
Pro Asyl und die Amadeu Antonio Stiftung registrierten im ersten Halbjahr 2016 fast dreimal so hohe Zahlen wie im ersten Halbjahr 2015, nämlich 715 Angriffe, davon 90 Brandanschläge, 126 tätliche Übergriffe und 202 Verletzte. Sie kritisierten die Angaben des BKA als verzerrt.
Im August erneuerte das BKA seine Warnung. Bis dahin stellte es 665 Straftaten gegen Asylunterkünfte fest, davon 613 Fälle von rechtsmotivierten Tätern. Man gehe von 118 Gewaltdelikten aus, darunter 55 Brandstiftungen, 9 Vergehen gegen das Sprengstoffgesetz und 4 mal Herbeiführen einer Sprengstoffexplosion. 262 Sachbeschädigungen, 148 Propagandadelikte wie das Verwenden von Kennzeichen verfassungswidriger Organisationen wurden begangen. Trotz eines deutlichen Rückgangs der Flüchtlingszahlen bleibe die Zahl der Übergriffe „erschreckend hoch“. Es gebe ein „bedrohliches Ausmaß an rechter Gewalt“.
Bis September zählte das BKA 705 Angriffe auf Flüchtlingsunterkünfte, darunter 57 Brandstiftungen und 67 andere Gewalttaten. Auffällig und „erschreckend“ sei, so BKA-Präsident Holger Münch, dass rund drei Viertel der ermittelten Tatverdächtigen zuvor polizeilich nicht als Extremisten bekannt gewesen seien. Man beobachte zudem die Bildung lokaler Netzwerke, die sich zu Angriffen auf Flüchtlingsunterkünfte verabredeten. Die Bildung terroristischer Gruppen werde so begünstigt. Laut Münch wird diese Entwicklung insbesondere durch die Alternative für Deutschland (AfD) befördert. Sie habe „Fremdenfeindlichkeit … salonfähig gemacht“, biete den ideologischen Nährboden und verleihe der Hetze einen legalen Anstrich. Rassisten hätten so das Gefühl, dass ihre Weltanschauung gesellschaftsfähig sei. Die Hemmschwelle zu entsprechenden Taten sinke so. Für 2015 und 2016 hat INURI aus Medien- und Polizeimeldungen erste Übersichten bzw. Statistiken zu Ursachen und Verursachern gesammelt und in Fachmedien veröffentlicht.
Pro Asyl und die Amadeu Antonio Stiftung zählten für das Jahr 2017 mit 1713 Zwischenfällen weniger Fälle als im Vorjahr. Darunter waren nach Angaben der Aktivisten 23 Brandanschläge und 326 tätliche Angriffe. Die übrigen 1364 Fälle wurden in einer Zusammenfassung präsentiert, die nach Angaben von Pro Asyl eine Summe aus Steinwürfen, Böllerwürfen, Schüssen, rechten Schmierereien, Bedrohungen und anderen Fällen enthielt.
Im ersten Halbjahr 2018 gab es nach Angaben des Innenministeriums insgesamt 627 Angriffe auf Flüchtlinge und 77 Attacken auf ihre Unterkünfte. Mit 688 war die Mehrzahl aller Taten rechtsextrem motiviert. Es wurden 120 Menschen verletzt. Die Polizei ermittelte 459 Tatverdächtige. Darüber hinaus gab es im ersten Halbjahr dieses Jahres 39 politisch motivierte Angriffe gegen Hilfsorganisationen oder ehrenamtliche Helfer, die sich für Flüchtlinge engagieren.
2023 registrierten die Sicherheitsbehörden insgesamt 2378 Straftaten, darunter 313 Gewaltdelikte. 219 Menschen wurden verletzt, das sind 27 mehr als 2022. Die Zahlen zeigen fast eine Verdopplung gegenüber dem Vorjahr.